# Kōstas Maglos
Kōnstantinos Maglos, detto Kōstas (in greco Κωνσταντίνος "Κώστας" Μάγλος?; Atene, 8 dicembre 1975), è un ex cestista greco.
Ala-centro di 208 cm, ha giocato in Serie A con la Pallacanestro Messina.

## Carriera
Cresciuto nel Boston College, dal 1998 al 2003 ha giocato nella A1 Ethniki, con Panathinaikos B.C. (con cui ha vinto un campionato e l'Eurolega), Paniónios BC e Near East.

## Statistiche

### Presenze e punti nei club
Statistiche aggiornate al 27 giugno 2011
| Stagione        | Squadra         | Competizione | Partite | Partite | Partite | Statistiche tiro | Statistiche tiro | Statistiche tiro | Altre statistiche | Altre statistiche | Altre statistiche | Altre statistiche | Altre statistiche |
| Stagione        | Squadra         | Competizione | Pres.   | Titol.  | Minuti  | Tiri da 2        | Tiri da 3        | Liberi           | Rimb.             | Assist            | Rubate            | Stopp.            | Punti             |
| --------------- | --------------- | ------------ | ------- | ------- | ------- | ---------------- | ---------------- | ---------------- | ----------------- | ----------------- | ----------------- | ----------------- | ----------------- |
| 2003-2004       | Sicilia Messina | Serie A      | 26      | 12      | 375     | 59/99            | 0/1              | 21/45            | 96                | 7                 | 14                | 9                 | 139               |
| Totale carriera |                 |              |         |         |         |                  |                  |                  |                   |                   |                   |                   |                   |

## Palmarès
- Campionato greco: 2

Panathinaikos: 1998-99, 1999-2000
- Coppa dei Campioni: 1

Panathinaikos: 1999-2000